# Raïon de Balaklava
Le raïon de Balaklava (en ukrainien : Балаклавський район, en russe : Балаклавский район et en tatar de Crimée : Balıqlava rayonı) est un raïon (district) de la ville de Sébastopol dans la péninsule de Crimée en Ukraine. Elle est occupée par la Russie depuis 2014.
Il correspond aux quartiers septentrionaux de la cité, et a été créé en 1930 autour du centre administratif que constituait la ville de Balaklava. Après la Seconde Guerre mondiale en 1957, le raïon fut intégré à la ville de Sébastopol qui fut agrandie par l'annexion de la ville d'Inkerman en 1976.

## Patrimoine
Le monastère Saint-Georges de Balaklava au cap Fiolent, la réserve naturelle de Baydar ; le monastère des Grottes d'Inkerman, le fort Kalamita, la forteresse génoise de Cembalo.

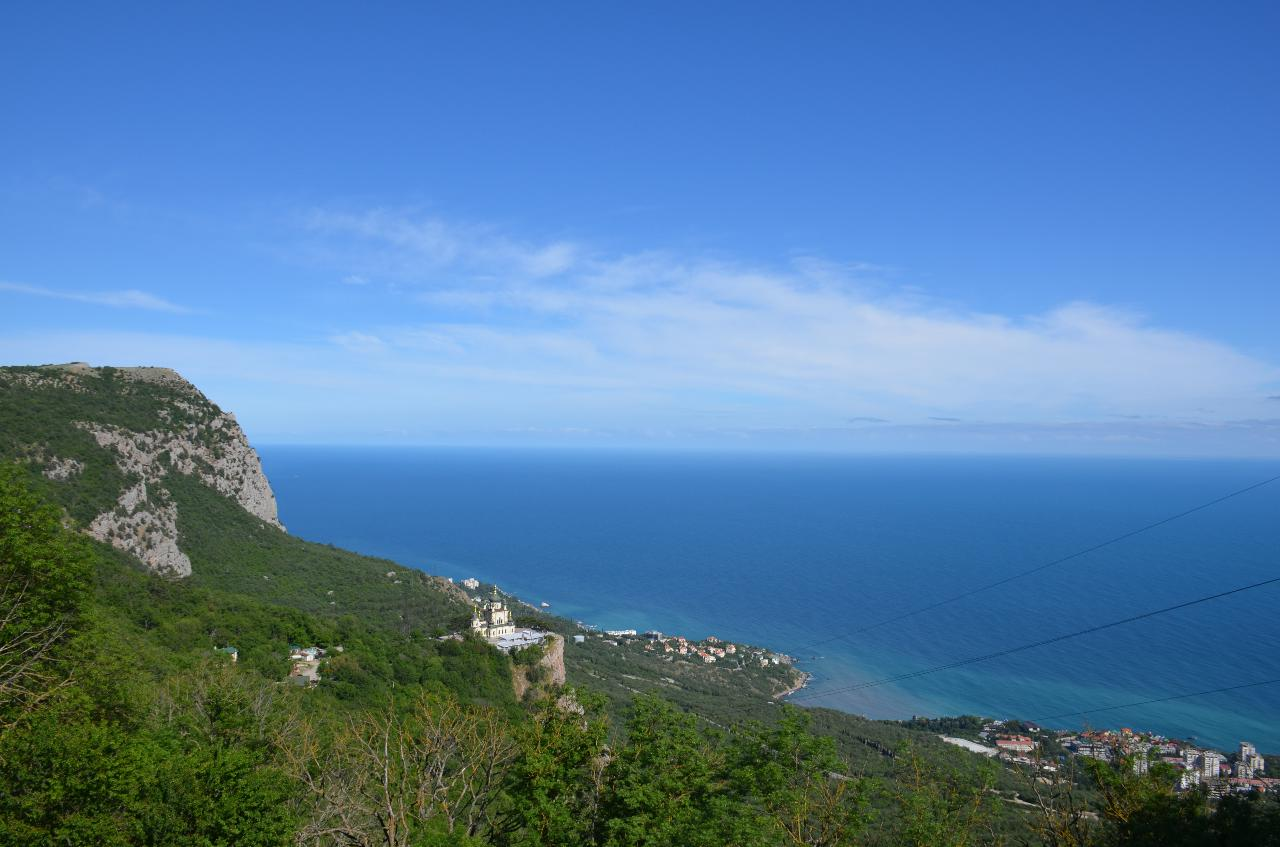
Vue vers l'église de la Résurrection (Foros) depuis la porte de Baydar.
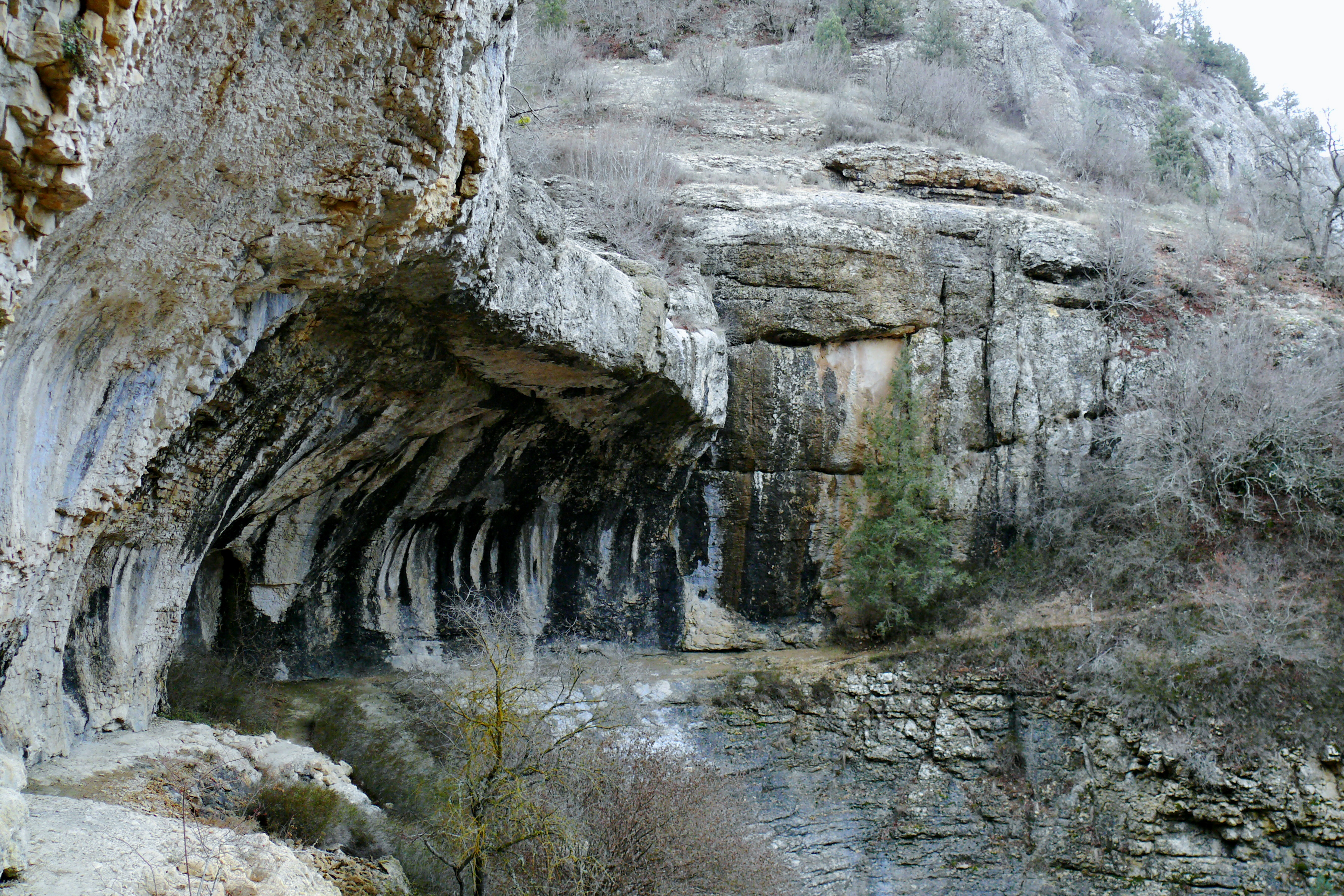
Fatma-Koba classée
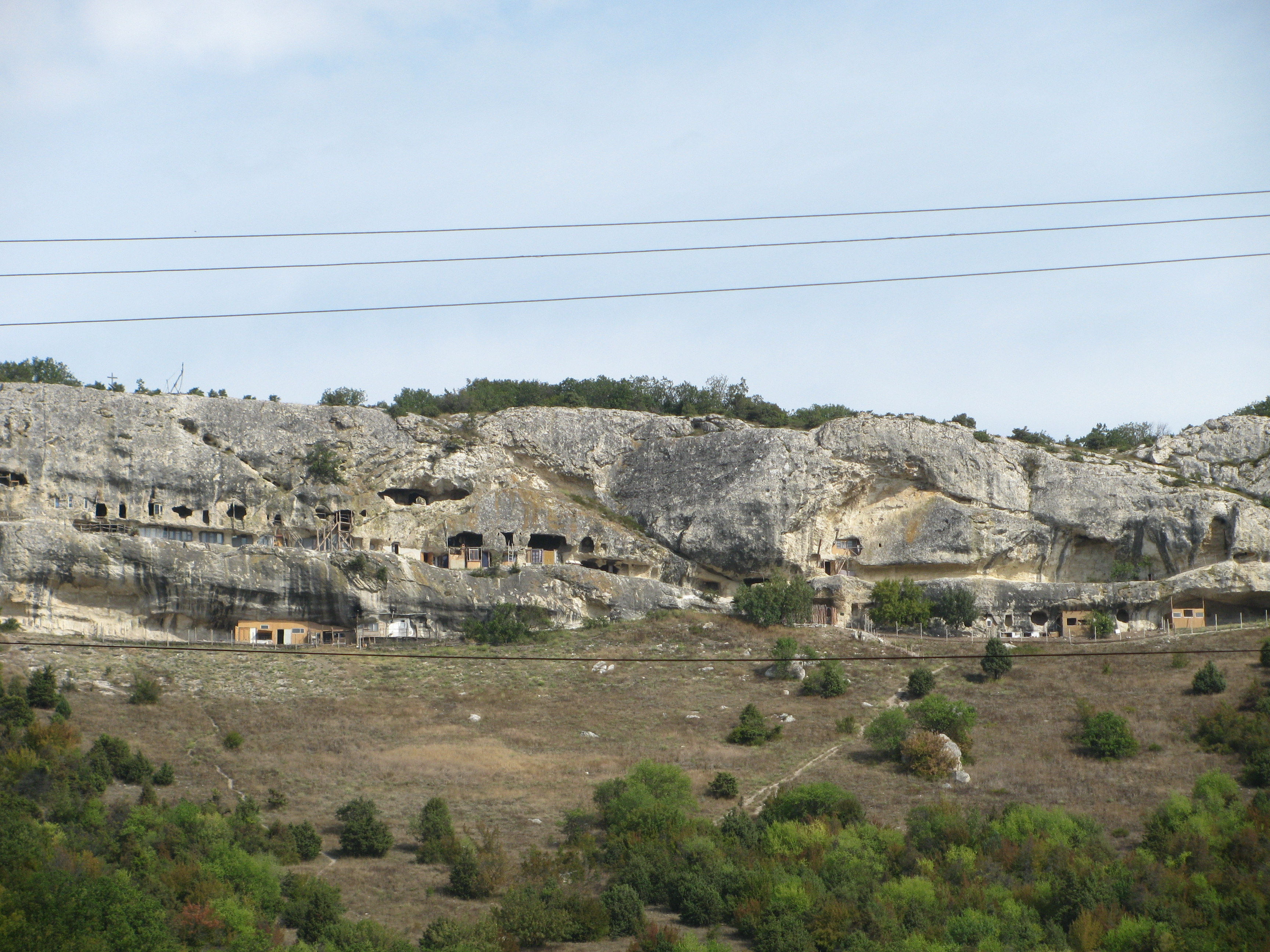
Chelter Marmara
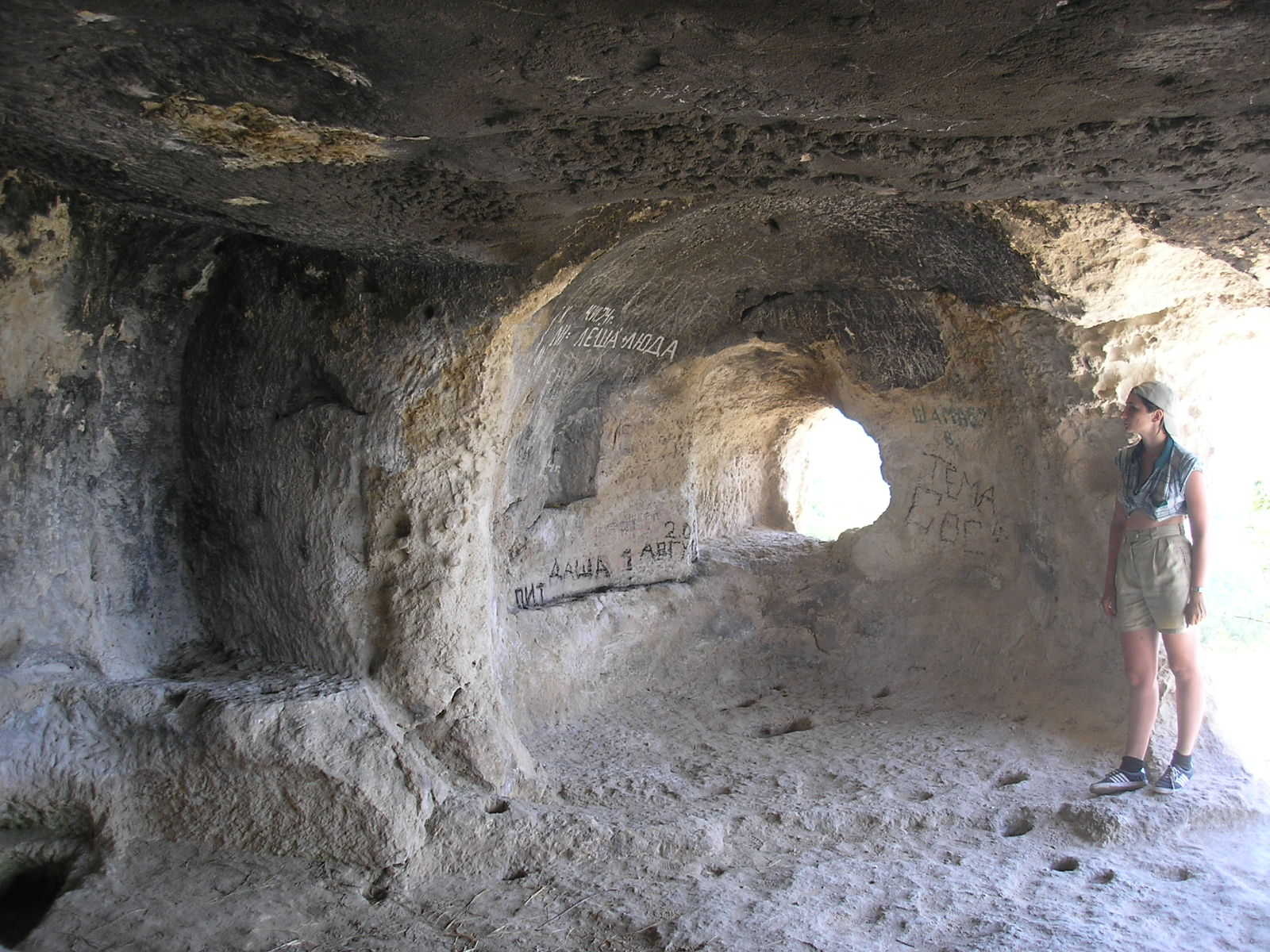
classé